# Градоначелник Кингстауна
Градоначелник Кингстауна (енгл. Mayor of Kingstown) америчка је телевизијска серија коју су створили Тејлор Шеридан и Хју Дилон за Paramount+. Премијера је приказана 14. новембра 2021. године.

## Премиса
Кингстаун у Мичигену је град индустрије у коме је посао утамничење. Породица Макласки већ деценијама чува мир у Кингстауну, делујући као модератори између уличних банди, затвореника, стражара и полицајаца. Бавећи се темама системског расизма, корупције и неједнакости, серија пружа оштар поглед на њихов покушај да уведу ред и правду у град који нема ни једно ни друго.

## Улоге
| Глумац             | Улога            |
| ------------------ | ---------------- |
| Џереми Ренер       | Мајк Макласки    |
| Дајана Вист        | Маријам Макласки |
| Хју Дилон          | Ијан Фергусон    |
| Тоби Бамтефа       | Бани Вошингтон   |
| Тејлор Хендли      | Кајл Макласки    |
| Ема Лерд           | Ајрис            |
| Дерек Вебстер      | Стиви            |
| Хејмиш Алан Хендли | Роберт Сојер     |
| Фа’рез Лас         | Пи-Дог           |
| Ејдан Гилен        | Мајло Сантер     |
| Кајл Чандлер       | Мич Макласки     |
| Ниши Мунши         | Трејси Макласки  |

## Епизоде
| Сезона | Сезона | Епизоде | Епизоде | Оригинално емитовање | Оригинално емитовање |
| Сезона | Сезона | Епизоде | Епизоде | Премијера            | Финале               |
| ------ | ------ | ------- | ------- | -------------------- | -------------------- |
|        | 1.     | 10      | 10      | 14. новембар 2021.   | 9. јануар 2022.      |
|        | 2.     | 10      | 10      | 15. јануар 2023.     | 19. март 2023.       |

### 1. сезона (2021—2022)
| Бр. еп. (укупно) | Бр. еп. (у сезони) | Наслов | Редитељ        | Сценариста     | Премијера          |
| ---------------- | ------------------ | ------ | -------------- | -------------- | ------------------ |
| 1                | 1                  |        | Тејлор Шеридан | Тејлор Шеридан | 14. новембар 2021. |
| 2                | 2                  |        | Бен Ричардсон  | Тејлор Шеридан | 14. новембар 2021. |
| 3                | 3                  |        | Тејлор Шеридан | Тејлор Шеридан | 21. новембар 2021. |
| 4                | 4                  |        | Бен Ричардсон  | Тејлор Шеридан | 28. новембар 2021. |
| 5                | 5                  |        | Гај Ферланд    | Тејлор Шеридан | 5. децембар 2021.  |
| 6                | 6                  |        | Гај Ферланд    | Тејлор Шеридан | 12. децембар 2021. |
| 7                | 7                  |        | Кларк Џонсон   | Тејлор Шеридан | 19. децембар 2021. |
| 8                | 8                  |        | Кларк Џонсон   | Тејлор Шеридан | 26. децембар 2021. |
| 9                | 9                  |        | Стивен Кеј     | Тејлор Шеридан | 2. јануар 2022.    |
| 10               | 10                 |        | Стивен Кеј     | Тејлор Шеридан | 9. јануар 2022.    |

### 2. сезона (2023)
| Бр. еп. (укупно) | Бр. еп. (у сезони) | Наслов | Редитељ     | Сценариста                              | Премијера         |
| ---------------- | ------------------ | ------ | ----------- | --------------------------------------- | ----------------- |
| 11               | 1                  |        | Стивен Кеј  | Дејв Ериксон и Тејлор Шеридан           | 15. јануар 2023.  |
| 12               | 2                  |        | Стивен Кеј  | Тејлор Шеридан                          | 22. јануар 2023.  |
| 13               | 3                  |        | Таша Смит   | Кели Гоф                                | 29. јануар 2023.  |
| 14               | 4                  |        | Таша Смит   | Еван Бол                                | 5. фебруар 2023.  |
| 15               | 5                  |        | Гај Ферланд | Леон Хендрикс                           | 12. фебруар 2023. |
| 16               | 6                  |        | Гај Ферланд | Кристијан Донован                       | 19. фебруар 2023. |
| 17               | 7                  |        | Стивен Кеј  | Реџина Корадо                           | 26. фебруар 2023. |
| 18               | 8                  |        | Стивен Кеј  | Хју Дилон и Стивен Кеј                  | 5. март 2023.     |
| 19               | 9                  |        | Стивен Кеј  | Кристијан Донован и Џејмс Арсега Тинсли | 12. март 2023.    |
| 20               | 10                 |        | Стивен Кеј  | Реџина Корадо и Дејв Ериксон            | 19. март 2023.    |